# Istočni Stari Grad
Istočni Stari Grad (en serbe cryillique : Источни Стари Град) est une municipalité de Bosnie-Herzégovine située dans la république serbe de Bosnie. Elle est une des six composantes de la ville d'Istočno Sarajevo qui est de jure la capitale de cette république. Selon les premiers résultats du recensement bosnien de 2013, elle compte 1 175 habitants.
Istočni Stari Grad était également connue sous le nom de Srpski Stari Grad (Српски Стари Град). La municipalité a été créée après la guerre de Bosnie, à la suite des accords de Dayton, sur une portion de la municipalité d'avant-guerre de Stari Grad, l'autre partie de la municipalité se trouvant maintenant dans la fédération de Bosnie-et-Herzégovine). Le siège de la municipalité est le village de Hreša.

## Géographie
La municipalité d'Istočni Stari Grad est entourée par celles de Stari Grad à l'ouest, d'Istočno Novo Sarajevo au sud, de Pale à l'est et de Sokolac au nord.

## Localités

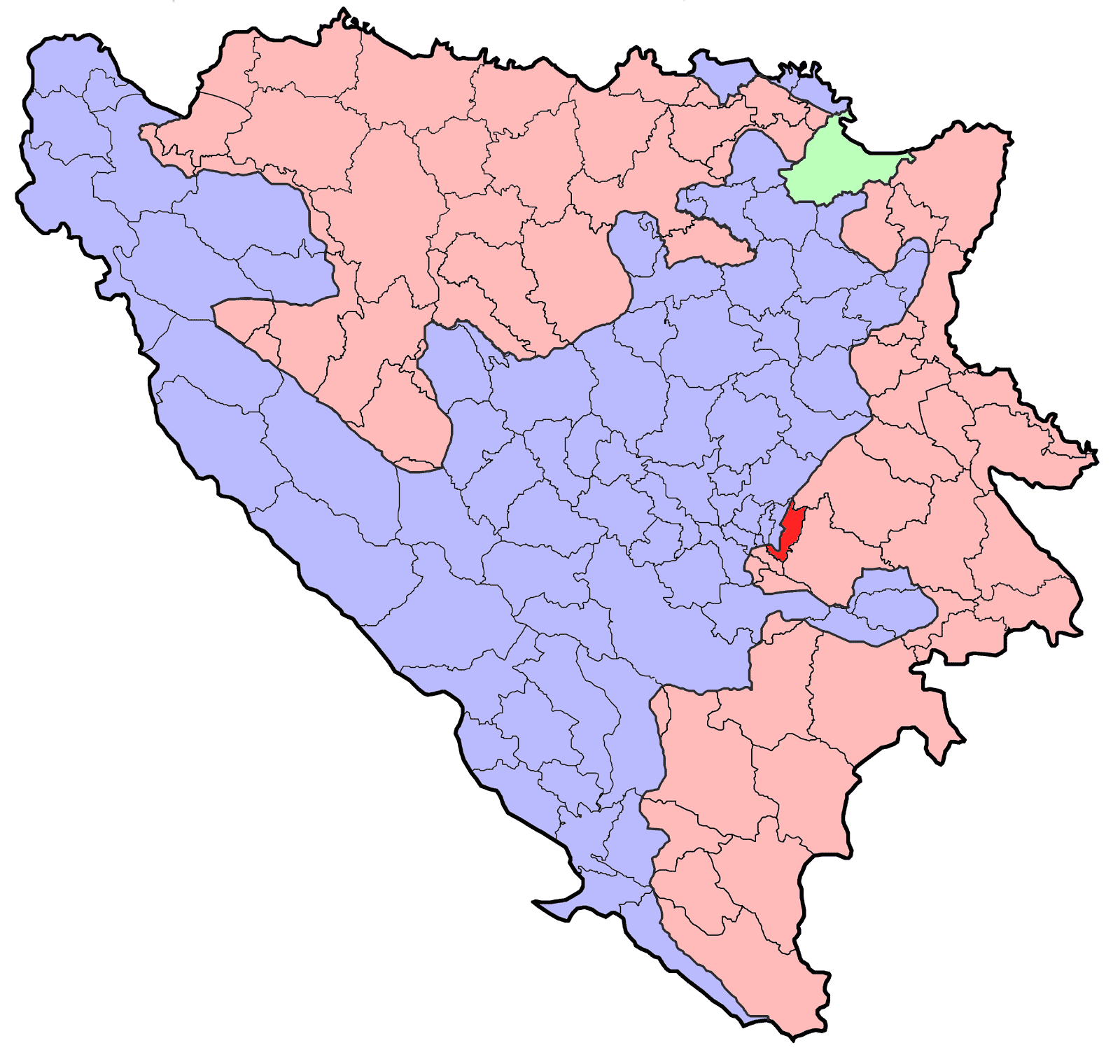
Localisation de la municipalité d'Istočni Stari Grad en Bosnie-Herzégovine

La municipalité d'Istočni Stari Grad compte 19 localités
| - Blizanci - Bulozi - Donje Biosko - Donje Međuše - Dovlići - Faletići - Gornje Biosko - Gornje Međuše - Hreša - Kumane | - Lipnik - Njemanica - Rakova Noga - Sarajevo Dio-Dio Starog Grada - Sirovine - Šljeme - Studenkovići - Vučja Luka - Vuknić |

## Politique
Aux élections locales de 2012, les 13 sièges de l'assemblée municipale se répartissaient de la manière suivante, :
| Parti                                               | Sièges |
| --------------------------------------------------- | ------ |
| Parti démocratique serbe (SDS)                      | 7      |
| Parti du progrès démocratique (PDP)                 | 2      |
| Alliance des sociaux-démocrates indépendants (SNSD) | 2      |
| Parti radical serbe de Bosnie-Herzégovine (SRS)     | 1      |
| Alliance démocratique nationale (DNS)               | 1      |

Bojo Gašanović, membre du Parti démocratique serbe (SDS), a été élu maire de la municipalité,.